# Unionskönig
Als Unionskönige wurden die Könige der Kalmarer Union bezeichnet. Die Könige Dänemarks waren im Rahmen der verschiedenen, in Kalmar geschlossenen Übereinkünfte und Rezesse in Personalunion seit 1397 auch Könige von Norwegen und Schweden. Der erste dieser Unionskönige war Erik von Pommern. Erik wurde 1439 von den Reichsräten aller drei Reiche abgesetzt, als neuer Unionskönig wurde  Christoph III. gewählt. Die schwedischen Bestrebungen, die dänische Vorherrschaft abzuschütteln, führten zu den sogenannten Unionskriegen. In den Jahren 1448–1457, 1464–1497 und 1501–1520 konnten die dänischen Unionskönige Christian I. und Johann I. ihre Ansprüche in Schweden nicht durchsetzen. Der schwedische Reichsverweser Karl Knutsson Bonde strebte zwischenzeitlich selbst die Rolle als Unionskönig an. Mit dem Sturz des letzten Unionskönigs, Christian II., endete 1523 die Kalmarer Union.
Gelegentlich werden auch die schwedischen Könige, die von 1319 bis 1355 und von 1814 bis 1905 in Personalunion auch Könige von Norwegen waren, als Unionskönige bezeichnet.